# Bibio melanogaster
Bibio melanogaster är en tvåvingeart som beskrevs av Christian Rudolph Wilhelm Wiedemann 1820. Bibio melanogaster ingår i släktet Bibio och familjen hårmyggor. Inga underarter finns listade i Catalogue of Life.